# Astragalus agnicidus
Espèce
Astragalus agnicidus est une espèce de plantes à fleurs de la famille des Fabaceae. C'est une plante herbacée originaire des États-Unis.

## Description
Cette astragale est une plante herbacée pérenne.

## Répartition et habitat
Cette espèce est originaire des États-Unis, notamment de Californie.